# 博代什蒂鄉
47°01′N 26°26′E / 47.017°N 26.433°E
博代什蒂鄉（羅馬尼亞語：Comuna Bodești, Neamț），是羅馬尼亞的鄉份，位於該國東北部，由尼亞姆茨縣負責管轄，面積63平方公里，海拔高度413米，2007年人口5,194，人口密度每平方公里82人。